# Secretos en el jardín
Secretos en el jardín est une telenovela chilienne diffusée du 24 novembre 2013 au 9 juin 2014 sur Canal 13.

## Acteurs et personnages
- Francisco Pérez-Bannen : Ramiro Opazo
- Blanca Lewin : Bárbara Benoit
- Mario Horton : Javier Montes
- Daniela Ramírez : Sofia Ventura
- Cristián Campos : Hernán Jerez
- Alejandro Goic : Carlos Alberto Cox
- Antonia Zegers : Magdalena Villanueva
- Julio Milostich : Francisco O’Ryan “El Gringo”
- Francisca Lewin : Raquel Lastra
- Néstor Cantillana : Juan Enrique Ramírez
- Mónica Godoy : Carmen Pereira
- Jaime Vadell : Klaus Cox
- Edgardo Bruna : Aníbal Lastra
- Claudio Arredondo : Braulio Hernández
- Francisca Gavilán : Romina Retamal
- Roberto Farías : Luis Gutiérrez
- Camila Hirane : Rosa Sepúlveda.
- Cristóbal Tapia Montt : Sergio O’Ryan
- Antonella Orsini : Dolores O’Ryan
- Rodrigo Soto : Emilio Fuentes
- Catalina González : Ana Carrasco
- Daniel Antivilo : Pablo “Mono” Aguirre
- Paloma Mena : Maura Alberty
- Felipe Ponce : Claudio Jaramillo
- Edinson Díaz : Roberto Quiñones
- Jesús Herrera : Juanito Ramírez
- Emilia Barrera : ami de Hernán y Bárbara

### Participations spéciales
- Daniela Lhorente : Luisa Cárdenas "La Chilindrina"
- Alejandro Trejo : Roberto Soto
- Lucy Cominetti : Beatriz Urra
- Pedro Vicuña : Darío
- Isidora González : Fabiana Opazo
- Héctor Aguilar : Ómar Raleff "El turco"
- Hernán Vallejo : Facundo Andrade
- Francisca Castillo : Lorena

## Diffusion internationale
- Canal 13 (2013)

### Sources
- (es) Cet article est partiellement ou en totalité issu de l’article de Wikipédia en espagnol intitulé « Secretos en el jardín » (voir la liste des auteurs).